# Joseph Keidel
Joseph Keidel (* 1865 in München; † im 20. Jahrhundert in Illertissen) war ein deutscher Verwaltungsjurist und Bezirksoberamtmann.

## Leben
Joseph Keidel studierte Rechtswissenschaften, legte 1888 die erste juristische Staatsprüfung ab und leistete den dreijährigen Vorbereitungsdienst (Referendariat), der ihn zum Amtsgericht München I, Landgericht München I, Bezirksamt München und zur Polizeidirektion München führte. 1891 folgte das Große juristische Staatsexamen mit anschließender Beschäftigung als Akzessist bei der Regierung von Oberbayern. Er wurde Assessor bei den Bezirksämtern in Marktheidenfeld, Laufen und Erding. In den Jahren von 1904 bis 1909 war er als Bezirksamtmann Leiter des Bezirksamtes Illertissen und von 1909 bis 1931 Bezirksamtsvorstand im Bezirksamt Erding. Dort wurde er zum Regierungsrat ernannt und 1920 zum Bezirksoberamtmann übergeleitet. Später wurde er Oberregierungsrat und 1931 in den Ruhestand verabschiedet.

## Schriften
- 1894 Die gesetzlichen und vertraglichen Grundlagen des Rechtsschutzes deutscher Urlauber im Auslande und fremder Urheber im deutschen Reich,  Zeitschrift für internationales Privat- und Strafrecht mit besonderer Berücksichtigung der Rechtshülfe Digitalisat
- 1930 Medizinal-, Veterinär- und Lebensmittelpolizei, Bayerischer Kommunalschriften-Verlag
- Die Handhabung der Medizinalpolizei in Bayern, Verlag C. Brügel & Sohn, Ansbach